# Émeute de la prison de Guayaquil de novembre 2021
L'émeute de la prison de Guayaquil de novembre 2021  est survenue le 13 novembre 2021 au Penitenciaria del Litoral (en) à Guayaquil, en Équateur, tuant au moins 68 personnes et en blessant 25 autres.

## Émeute
Les violences ont commencé après que le chef des gangs de la prison les "Tiguerones" a été libéré après avoir purgé une partie de sa peine pour vol de pièces automobiles, les autres gangs de la prison ont senti une faiblesse et ont décidé de lancer une attaque contre les Tiguerones. L'attaque a été lancée à 19 h 0 heure locale lorsque des prisonniers ont tenté d'entrer dans le pavillon 2 de la prison où 700 prisonniers ont été retenus en creusant des trous dans les murs avec de la dynamite,,. Les prisonniers ont utilisé des machettes, des fusils et des engins explosifs pour tuer leurs rivaux, plusieurs incendies ont également été allumés. À la fin de l'émeute, 65 prisonniers ont été tués et 25 blessés.